# Bataille de Técua
La bataille de Técua est une bataille livrée par les Croisés contre les Turcs au sud de Jérusalem en 1139. Elle se solde par une perte importante de chevaliers francs sans pour autant avoir consolidé sur le terrain, une défense efficace contre les Turcs.

## Contexte
En 1137, les Croisés viennent de perdre la forteresse de Ba'rin. Dès lors, les Croisés sont sur la défensive, notamment à Jérusalem. Les troupes turques harcèlent les villages ayant fait allégeances aux Croisés.
Durant l'année suivante, les Croisés constatent que des bandes turques effectuent des razzias sur de nombreux villages de Palestine en se rapprochant dangereusement de Jérusalem. 

## La bataille
Au cours de l'été 1139, le village de Técua est attaqué par des pillards turcs. Thierry d'Alsace et ses hommes d'armes se lancent à la poursuite de bandes turques qui se dispersent dans la nature en refusant le combat. Le gros des forces turques se lancent à l'assaut des chevaliers francs dispersés sur le terrain des combats. Ces derniers sont mis en pièces par les troupes turques. Robert de Craon rassemble rapidement de nombreux chevaliers templiers pour porter secours aux Croisés débordés par le nombre des assaillants turcs. Les templiers résistent avec héroïsme à une armée de turcs bien plus nombreuse lors de cette bataille de Técua. Le chroniqueur Guillaume de Tyr cite Robert de Craon comme ayant participé en 1148 à la Seconde croisade, notamment au cours du siège de Damas.

## Conséquences
Les troupes turques repartiront et les Croisés regagneront leurs cantonnements. Ni victoire ni défaite, mais surtout d'importantes pertes de chevaliers parmi les Croisés qui vont affaiblir la résistance de ses derniers face à de futurs combats, notamment lors du siège de Damas en 1148, puis lors de la défaite franque à la Bataille de Hattin en 1187.